# Rhachicreagra chiapensis
Rhachicreagra chiapensis är en insektsart som beskrevs av Christiane Amédégnato 2000. Rhachicreagra chiapensis ingår i släktet Rhachicreagra och familjen gräshoppor. Inga underarter finns listade i Catalogue of Life.